# Aphanius chantrei
 Aphanius chantrei és una espècie de peix que pertany a la família dels ciprinodòntids i de l'ordre dels ciprinodontiformes.

## Morfologia
Els mascles poden assolir els 7 cm de longitud total.

## Distribució geogràfica
Es troba a Àsia: Turquia.